# Croton alnifolius
Espèce
Croton alnifolius est une espèce de plantes à fleurs du genre Croton et de la famille des Euphorbiaceae, présente de l'Équateur jusqu'au Pérou.
Il a pour synonymes :
- Croton alnifolius var. genuinus, Müll.Arg., 1866
- Croton alnifolius var. quitensis, (Spreng.) Müll.Arg., 1866
- Croton quitensis, Spreng., 1826
- Oxydectes alnifolia, (Lam.) Kuntze